# Navatejares
Navatejares ist ein zentralspanischer Ort und eine Gemeinde (municipio) mit 50 Einwohnern (Stand: 2024) in der Provinz Ávila in der Autonomen Region Kastilien-León. Neben dem namengebenden Hauptort Navatejares gehören die Ortschaft Cabezas Altas und die Wüstung Cabezas Bajas zur Gemeinde.

## Lage und Klima
Die Gemeinde Navatejares liegt auf der Nordseite der Sierra de Gredos im Südwesten der Provinz Ávila in einer durchschnittlichen Höhe von ca. 1045 m. Die Entfernung nach Ávila beträgt knapp 72 km (Fahrtstrecke) in ostnordöstlicher Richtung. Das Klima ist gemäßigt bis warm; der Regen (1093 mm/Jahr) fällt mit Ausnahme der trockenen Sommermonate übers Jahr verteilt.

## Bevölkerungsentwicklung
| Jahr      | 1970 | 1981 | 1991 | 2001 | 2011 | 2021 |
| Einwohner | 383  | 216  | 132  | 80   | 66   | 55   |

## Sehenswürdigkeiten
- Barnabaskirche